# Espace de liberté, de sécurité et de justice
Pour les articles homonymes, voir Espace de liberté (homonymie).
L'espace de liberté, de sécurité et de justice (ELSJ) est un objectif inclus dans les traités sur l'Union européenne par le traité d'Amsterdam en 1997 et qui vise à assurer la libre circulation des personnes et à protéger les citoyens, et qui a remplacé depuis le traité de Lisbonne la coopération policière et judiciaire en matière pénale. Il s'agit de mettre en commun au niveau européen les politiques de visas, d'asile et d'immigration, qui relevaient auparavant de la méthode intergouvernementale. Les règles qui régissent ces domaines sont désormais adoptées suivant la procédure législative ordinaire de l'Union européenne, c'est-à-dire qu'elles sont votées par le Conseil de l'Union européenne à la majorité qualifiée et par le Parlement européen.

## Bases légales
Le fondement juridique premier de l'espace de l'ELSJ est l’article 3 du traité sur l'Union européenne, dont le paragraphe 2 dispose :

« 2. L’Union offre à ses citoyens un espace de liberté, de sécurité et de justice sans frontières intérieures, au sein duquel est assurée la libre circulation des personnes, en liaison avec des mesures appropriées en matière de contrôle des frontières extérieures, d’asile, d’immigration ainsi que de prévention de la criminalité et de lutte contre ce phénomène. »

## Objectifs
La mission est de faire de l'UE un « espace de liberté, de sécurité et de justice », en poussant vers une harmonisation des pratiques des États membres. Il s'agit donc de désigner des questions pénales qui relèvent de la compétence de l'UE, et de s'assurer que les décisions judiciaires prises dans l'un des États membres soient respectées dans les autres États, tant pour le pénal que pour le civil (exemple : divorces et garde d'enfants).
L'entraide judiciaire prévoit quant à elle, notamment, la possibilité de transmettre directement certaines pièces de procédure par voie postale aux personnes se trouvant sur le territoire d'autres États ; de transmettre des demandes d'entraide judiciaire directement entre autorités judiciaires ; enfin de transmettre l'exécution d'un jugement répressif à une partie contractante sur le territoire de laquelle un de ses ressortissants s'est réfugié. Par ailleurs, la convention assimile l'inscription d'un mandat d'arrêt au système information Schengen (SIS) à une demande d'arrestation provisoire en vue d'extradition, ce qui a pour effet d'assurer le placement immédiat des individus ainsi interpellés sous écrou extraditionnel.

## Structure de la Direction générale de la JAI
La Direction générale de la Justice et des affaires intérieures, créée en 1994, est un service de la Commission européenne regroupant 320 agents. Gilles de Kerchove fut de 1995 à 2007 le directeur au secrétariat général du Conseil de l'Union européenne chargé des questions de Justice et des Affaires intérieures. Actuellement le poste est occupé par Christine Roger, nommée le 8 juin 2015.
Quatre directions sont distinguées : 
- Affaires générales
- Immigration, Asile et frontières
- Justice civile, droits fondamentaux et citoyenneté.
- Sécurité intérieure et justice pénale.

## Politiques spécifiques

### Accord PNR États-Unis et Union européenne
L'accès aux données personnelles détenues dans les registres Passenger Name Record (PNR) est régulé dans l'Union européenne par la European Data Protection Law. Selon les règles de l'OCDE de 1980 concernant la protection de la vie privée, et la Directive de 1995 de l'UE sur la protection des données, les données PNR ne peuvent être transférées qu'à des États qui disposent de règles de la protection de la vie privée similaires.
De plus, les agences de sécurité n'ont qu'un droit d'accès au cas par cas à ces données, sur le fondement de soupçons étayés.
À la suite du 11 septembre 2001, le département de la Sécurité intérieure des États-Unis (DHS) a essayé d'avoir accès aux données PNR. Washington a négocié un accord, en mai 2004, avec l'Union européenne (UE), connu sous le nom d'accord PNR États-Unis UE.
Cependant, la Cour européenne de justice a invalidé l'accord le 30 mai 2006,.
Un nouvel accord PNR entre les États-Unis et l'UE a été signé en juillet 2007 Peu de temps après, l'administration Bush a accordé des dérogations au Département de Sécurité intérieure concernant la loi de 1974 sur la vie privée (Privacy Act) en ce qui concerne l'Automated Targeting System (ATS) et le Arrival and Departure Information System (ADIS), deux bases de données informatisées du Département de Sécurité intérieure - ce qui a suscité de la méfiance en Europe, y compris de la part du Contrôleur européen de la protection des données.
Enfin, Jonathan Faull, directeur général chargé de la politique de justice, de liberté et de sécurité, s'est plaint de politiques bilatérales américaines concernant les PNR,. Washington avait en effet court-circuité Bruxelles en signant en février 2008 un memorandum of understanding (MOU)  avec la République tchèque, en échange d'une exemption de VISA, sans concertation préalable avec Bruxelles.
Les tensions entre l'UE et les États-Unis s'expliquent largement en raison de protection inférieure accordée aux données personnelles aux États-Unis. En particulier, les étrangers ne bénéficient pas de la loi américaine de 1974 sur la protection de la vie privée. Washington a bien passé un Safe Harbor arrangement avec l'UE pour se mettre en conformité avec les directives européennes sur la protection des données personnelles, mais on considère que l'accord n'est pas suffisant. Outre la République tchèque, les États-Unis ont tenté de passer des MOU bilatéraux avec le Royaume-Uni, l'Estonie, l'Allemagne et la Grèce.

### TISPOL (European Traffic Police Network)
Le réseau TISPOL, concerné par la sécurité routière, a été mis en place en 1996. TISPOL dispose d'une base de données informatique, CLEOPATRA (Collection of Law Enforcement Operations and Police Activities To Reduce Traffic Accidents).
En 2005, 8 campagnes d'opérations ont été menées dans des domaines ciblés parmi lesquels transports publics, véhicules en surcharge, alcool et stupéfiants, ceintures de sécurité, vitesse. TISPOL a servi lors d'opérations, en mai 2004, contre les rallyes illégaux Gumball 3000, ou Cannonball 8000 (septembre 2004, janvier 2005 et septembre 2005), engageant entre 20 et 80 véhicules, conduites par des riches célébrités.

### Politique judiciaire
La politique judiciaire de l'Union européenne prend pour cadre ce qui deviendra un espace de convergence progressive des législations nationales des États membres. Elle répond d'abord au troisième pilier du TUE (justice et affaires intérieures, 1999 renommé coopération policière et judiciaire en matière pénale), mais a été élargie à l'« Espace de liberté, de sécurité et de justice » par le traité d'Amsterdam. En parallèle, divers programmes de rapprochement judiciaire ont été mis en place tels que la création d'un mandat d'arrêt européen en 2003, le développement de la reconnaissance mutuelle des décisions judiciaires et d'une politique de coordination judiciaire, l'Unité de coopération judiciaire de l'Union européenne (Eurojust).
Cette politique de rapprochement s'est accéléré lors de la présidence suédoise en 2009 par la mise en place d'une feuille de route sur cinq ans et appelée programme de Stockholm,.

« Le Conseil européen considère que la priorité pour les années à venir sera la prise en compte des intérêts et des besoins des citoyens. Le défi sera de garantir le respect des droits et libertés fondamentales et l'intégrité de la personne, tout en assurant la sécurité en Europe. Il est primordial que les mesures répressives, d'une part, et les mesures permettant de préserver les droits de la personne, l'État de droit et les règles relatives à la protection internationale, d'autre part, aillent de pair et se renforcent mutuellement. »

— 1.1. Priorités politiques, Programme de Stockholm

#### Réseau judiciaire européen et réseau judiciaire européen en matière civile et commerciale
Le Conseil européen met l’accent sur la nécessité de rapprochement des mécanismes d'accès à la justice, de coopération entre les professionnels et de suppression des entraves à la reconnaissance mutuelle des décisions prises dans les autres États membres. Afin de faciliter la reconnaissance mutuelle des jugements et des décisions judiciaires, le Conseil, approuve la mise en place d'un « socle de règles minimales communes » qui permettrait le rapprochement progressif des dispositions législatives et juridiques.

### Citoyenneté européenne
La citoyenneté européenne est également un des grands chantiers de la politique judiciaire mis en place par la Commission européenne afin de répondre à la charte des droits fondamentaux et à la convention de sauvegarde des droits de l’homme et des libertés fondamentales des citoyens à l’intérieur et à l’extérieur de l’UE. Cette citoyenneté, supplétive à la citoyenneté nationale ouvre des droits pour tous les citoyens européens :
– liberté de circulation et de séjour sur tout le territoire de l'Union ;
– droit de vote et d'éligibilité aux élections municipales et au Parlement européen dans l’État de résidence ;
– droit de pétition devant le Parlement européen et de recours au médiateur européen ;
– protection diplomatique et consulaire des autorités de tout État membre lorsque l’État dont l'individu est ressortissant n'est pas représenté dans un État tiers.

### Droits applicables
Le droit issu du Conseil de l'Europe, appelé « droit européen » au sens strict assure l'effectivité de la convention européenne des droits de l'homme du 4 novembre 1950, ratifiée par 46 États européens dont les 27 États membres actuels. Par opposition, le droit de l'Union européenne, ou droit communautaire, est lui spécifique aux institutions de l'Union européenne, il regroupe les différents traités, les règlements et les directives communautaires dont la cour de justice de l’Union européenne à la charge de surveiller la mise en application.
À l'entrée en vigueur du traité de Lisbonne, le 1er décembre 2009, l'Union européenne a acquis de jure une personnalité juridique et le droit communautaire est devenu le droit de l'Union européenne La cour de justice de l’Union européenne (juridiction), qui comprend la cour de justice, le tribunal et le tribunal de la fonction publique permet de répondre à trois objectifs :
– contrôler la légalité des actes des institutions européenne ;
– veiller au respect des obligations qui découlent des traités ;
– interpréter le droit de l'Union à la demande des juges nationaux.
Avec le traité de Lisbonne, la cour de justice a vu ses champs de compétence juridique élargies, elle peut être saisi et rendre un jugement sur des affaires de renvoi préjudiciel, recours en manquement, recours en annulation, action en responsabilité, recours en carence, pourvoi et de réexamen du droit, des règlements et des directives européennes,. Par la même, la charte des droits fondamentaux du 7 décembre 2000 acquiert la valeur juridique des traités européens, il est ainsi possible de faire valoir ces droits auprès de la cour de justice.

### Élargissement aux nouveaux pays membres
La politique judiciaire et le droit communautaire sont également pris en compte dans le processus d'adhésion à l'UE des pays candidats, cela concerne les chapitres 23 et 24 des acquis communautaires,. Les pays candidats doivent en effet répondre de leur avancées concernant les différents points en matière de coopération policière et judiciaire, que ce soit dans la lutte contre les stupéfiants, leur politique de délivrance de visas ou la protection des droits fondamentaux.

### Tentative de rapprochement
Un premier modèle de mise en commun des règles juridiques a été établi en 1997 ; appelé « Corpus juris » en référence au Corpus iuris civilis romain, celui-ci concernait la lutte contre les fraudes communautaire et établi sur la base de conclusions de juristes des quinze États membres de l'époque et sur demande de la Commission européenne ; le Corpus juris visait à mettre en place un parquet européen en mesure de mener l'enquête préliminaire à la phase pénale en vue de passer outre aux différences de méthode d'investigation des différents systèmes juridiques. Cet outil n'a cependant pas été mis en place en raison de l'opposition de certains pays membres à abandonner leur indépendance judiciaire,.

#### Parquet européen
Le jeudi 12 octobre 2017, le Conseil pour la Justice et les Affaires intérieures a adopté le règlement mettant en œuvre une coopération renforcée concernant la création du Parquet européen, approuvé le 5 octobre 2017 par le Parlement européen et habilité à poursuivre les auteurs de fraudes aux fonds structurels de l'Union européenne et à la TVA à caractère transfrontalier devant les juridictions des États membres ayant décidé, le 3 avril, de prendre part à cette coopération renforcée permise par le traité de Lisbonne : l’Allemagne, la Belgique, la Bulgarie, la Croatie, Chypre, l’Espagne, la Grèce, la Finlande, la Lituanie, le Luxembourg, le Portugal, la Tchéquie, la Roumanie, la Slovaquie et la Slovénie.

### Coopération internationale
Certains États membres de l'UE coopèrent, au niveau international, avec d'autres États. Ainsi, la France coopère, au niveau policier, douanier et judiciaire, avec l'Espagne, le Venezuela, la Colombie, et les États-Unis dans le cadre du JIATF-S (Joint InterAgency Task Force-South), situé en Floride, dans le cadre de la répression du trafic de stupéfiants (en particulier de cocaïne). Un projet de loi visant à ratifier un accord du 30 septembre 2007 entre l'Irlande, les Pays-Bas, l'Espagne, l'Italie, le Portugal, la France, le Royaume-Uni et l'Irlande du Nord a été déposé, au Sénat, par le ministre des Affaires étrangères et européennes Bernard Kouchner, le 8 avril 2009. Celui-ci vise officiellement à « faciliter les interceptions de navire par une mise en commun des informations et une identification des ressources disponibles » et à « faciliter l'application de l'article 17 de la convention de Vienne du 20 décembre 1988 contre le trafic illicite de stupéfiants et de substances psychotropes, cadre juridique des interceptions de navires ».

## Histoire
L'ELSJ faisait à l’origine TREVI, une structure ad hoc intergouvernementale réunissant différents responsables des ministères de la Justice et de l'Intérieur des douze États membres de la Communauté européenne. Créée en 1976, elle avait comme objectif la coopération policière à l'échelle européenne et demeura secrète jusqu'au moins 1989.
Dès 1977, le Président Valéry Giscard d'Estaing avait proposé, au cours d'une réunion du Conseil européen à Bruxelles, la création d'un espace judiciaire européen.

### TREVI
Son existence a été officialisée, sinon officiellement reconnue, lors du traité de Maastricht (1992), qui a conduit à son intégration au sein du troisième pilier de l'Union européenne, la coopération policière et judiciaire en matière pénale. TREVI a par la suite été remplacé par Europol, doté d'une existence légale.
L'origine du nom est discutée. L'Assemblée nationale française affirme dans un rapport qu'il s'agit de l'acronyme de « Terrorisme, Radicalisme, Extrémisme et Violence internationale »,. D'autres affirment que le premier rendez-vous a eu lieu à Rome, où se trouve la fontaine de Trevi, ou/et qu'il était alors dirigé par un Hollandais du nom de Fonteijn (« fontaine » en néerlandais); ou/et encore qu'il trouve son origine dans le district de Trevi, également à Rome.
Lors du Sommet du Conseil européen de Rome, les 1er et 2 décembre 1975, le ministre des Affaires étrangères britannique, James Callaghan, suggère la création d'un groupe spécial de lutte anti-terroriste à l'échelle européenne.
Le groupe TREVI est créé, de façon informelle et en dehors de tout traité existant, l'année suivante, lors d'une réunion des ministres de l'Intérieur au Luxembourg, le 26 juin 1976. Le Parlement européen et la Commission européenne sont donc, de fait, tenus dans l'ignorance quant à l'existence de TREVI, qui n'est responsable que devant le Conseil européen. Cette structure intergouvernementale est l'une des raisons expliquant l'enthousiasme de Londres quant à cette modalité de coopération européenne.
L'initiative de la création de TREVI est renforcée par la prise d'otages des Jeux olympiques de Munich en 1972 et le faible secours alors apporté par Interpol dans la lutte anti-terroriste. Cependant, bien que TREVI devait originairement coordonner les politiques anti-terroristes des différents gouvernements européens, ces réunions étendent leurs activités au-delà de cet objectif initial.

#### Organisation de TREVI
La réunion initiale de 1976, au Luxembourg, met sur pieds cinq groupes TREVI.
- Le groupe TREVI 1 est chargé de la lutte anti-terroriste et continue depuis cette mission.
- Le groupe TREVI 2 est chargé de l'entraînement des polices et de la connaissance scientifique et technique. Sa mission s'étend par la suite aux missions d'ordre public et au hooliganisme dans le football.
- Le groupe TREVI 3 est chargé des procédures de sécurité pour les voyages aériens de civils. Cette attribution est ensuite transférée au groupe 1, tandis que le groupe TREVI 3 est chargé, lors de la réunion de Rome du 21 juin 1985, de la lutte contre le trafic de stupéfiants, posant les jalons de la Europol Drugs Unit[36].
- Le groupe TREVI 4 est chargé de la sûreté nucléaire.
- Le groupe TREVI 5 est chargé des mesures d'urgence en cas de catastrophes (incendies, etc.)[36].

Cependant, les groupes TREVI 4 et 5 ne se sont finalement jamais réunis.
Après la réunion TREVI de mai 1977, à Londres, la Metropolitan Police European Liaison Section et le Secret Intelligence Service deviennent les interlocuteurs privilégiés, au Royaume-Uni, des réunions TREVI.
Le groupe TREVI 92 est créé en avril 1989 pour se concentrer sur les « conséquences du Marché unique européen » concernant la sécurité. Il travaille avec le groupe douanier GAM 92 (créé à la suite des Conventions de Naples) et le Groupe de travail ad hoc sur l'immigration, à l'installation d'une base de données informatisée, le Système d'information européen (SIE).
Après une réunion au Luxembourg, en juin 1992, les États membres de TREVI mettent sur pied le « Groupe de travail ad hoc sur Europol » , à la suite du rapport sur « Le développement d'Europol » sur lequel ils se sont mis d'accord à Maastricht en décembre 1991.

#### Pays membres et observateurs de TREVI
Outre les douze États membres de la Communauté européenne, le groupe TREVI accueille d'autres États en tant qu'observateurs. Appelés les « Amis de Trevi », ces États sont la Suède, l'Autriche, le Maroc, la Norvège, la Suisse, la Finlande, le Canada et l'Australie. L'Argentine et la Hongrie sont aussi informées de ces réunions, respectivement par l'Espagne et l'Allemagne.
Les procureurs généraux des États-Unis Edwin Meese (1985-1988) et Dick Thornburgh (1988-1991) assistent à des réunions TREVI, de même que le chef de la Drug Enforcement Administration (DEA).

#### TREVI 1
À la suite d'attentats de 1986 en France, à Karachi et à Istanbul, une réunion d'urgence des ministres de l'Intérieur, agissant en tant que membres de TREVI, a lieu à Londres les 25 et 26 septembre 1986. On décide alors de mettre sur pied un système de fax sécurisé, fondé sur la European Liaison Section (ELS) de la Metropolitan Police Special Branch, afin d'avoir un système immédiat de renseignement et d'échange d'information entre les douze forces de police des États de la Communauté européenne (le TREVI Secure Fax Network, TSFN). Les ministres demandent aussi à TREVI d'analyser l'information obtenue et de maintenir des contacts avec des pays hors de la Communauté européenne.

#### TREVI et l'interception des télécommunications
Entre 1991 et 1993, TREVI négocie avec le FBI concernant la politique à adopter en matière de renseignement d'origine électromagnétique, c'est-à-dire en ce qui concerne l'interception des télécommunications. Le rapport de 1992 de TREVI 2 montre qu'il travaille sur la cryptologie et l'interception des télécommunications.
Différentes propositions sont présentées par le groupe TREVI, aboutissant en 1995 à la Résolution relative à l’interception légale des télécommunications] , publiée plus de dix-huit mois plus tard au Journal officiel des Communautés européennes. Celle-ci préconise la création d'un espace ENFOPOL, calqué sur la structure de l'espace Schengen, qui a été qualifié d'équivalent européen au système ECHELON.

#### TREVI 3
Le groupe TREVI 3, chargé du trafic de stupéfiants, commence effectivement à travailler en 1985. On décide alors d'envoyer des correspondants dans des pays tiers (initialement aux États-Unis, en Inde, en Finlande, au Canada, en Norvège et en Suède).
TREVI 3 travaille aussi sur le vol à main armée, le vol de véhicules, la protection des témoins, les paiements illégaux non effectués en liquide, la lutte contre le crime organisé violent, la protection de la propriété culturelle et, jusqu'en 1989, les contrôles d'immigration aux frontières (le groupe TREVI 92 prend alors en charge cette dernière mission) .

#### Groupead hocsur Europol
Créé en juin 1992, le groupe ad hoc sur Europol prend en charge les missions attribuées aux TREVI 92 et TREVI 3. Il travaille sur la mise en place du European Drugs Unit (EDU) et rédige le texte de l'accord ministériel sur Europol, sur lequel les ministres se mettent d'accord le 1er décembre 1992. En attendant la légalisation d'Europol, c'est ce groupe, dirigé par la Grande-Bretagne, qui en est responsable.

### Troisièmepilier de l'Union européenne

#### Justice et affaires intérieures
Justice et affaires intérieures (JAI) était le troisième des trois piliers instaurés par le Traité sur l'Union européenne (ou traité de Maastricht). Elle était sous l'égide du Commissaire européen pour la justice, la liberté et la sécurité. Europol, Eurojust et Cepol étaient les trois prémieres agences décentralisées sous l'égide du JAI. En dépit de son titre, la coopération policière, formalisée dès l'accord de Schengen, est nettement plus avancée que la coopération judiciaire. Le traité de Maastricht (1992) a officialisé la dimension de la coopération en matière de justice et affaires intérieures, au sein de la construction européenne. Cette dimension, qui était déjà à l'œuvre depuis la création du groupe ad hoc TREVI en 1976, fait l'objet du troisième pilier de l'Union européenne. C'est en 1996 que plusieurs magistrats ont demandé la mise en place de l'espace judiciaire européen, lors de l'Appel de Genève.
Les affaires JAI concernent de nombreux points :
- Libre circulation des personnes
- Politique des visas (mise en place du Système européen d'identification des visas (SIV), base de données biométriques)
- Politique relative aux frontières extérieures de l'UE (FRONTEX, ou Agence européenne pour la gestion de la coopération opérationnelle aux frontières extérieures)
- Espace Schengen
- Politique de l'immigration
- Droit d'asile (mise en place de la base de données biométrique Eurodac en 2003)
- Coopération judiciaire en matière civile et criminelle (cf. aussi mandat d'arrêt européen et espace judiciaire européen)
- Coordination des politiques en matière de drogue
- Citoyenneté de l'UE
- Protection des données (cf. Contrôleur européen de la protection des données). En juin 2008, la CNIL remarque que malgré le passage du Système d’Information Schengen à SIS II et le traité de Prüm, « aucun cadre juridique européen n’a fixé des règles communes de protection des données personnelles dans le domaine de la coopération policière européenne, comme cela est pourtant le cas dans le cadre des activités dites communautaires couvertes par la directive 95/46/CE du 24 octobre 1995. »[41]
- Droits fondamentaux
- Racisme et xénophobie
- Coopération policière et douanière (échanges de données)
- Interception des télécommunications[42]
- Prévention de la criminalité
- Lutte contre la criminalité organisée et le terrorisme (les deux étant assimilés ensemble[42],[43].)
- Relations extérieures
- L'élargissement sous l'angle de la justice et des affaires intérieures

#### Coopération policière et judiciaire en matière pénale
Depuis le traité d'Amsterdam (1997), la coopération policière et judiciaire prend place dans le cadre officiel d'un « espace de liberté, de sécurité et de justice » commun. Formalisé dans le traité d'Amsterdam de 1997, l'espace judiciaire, en retard sur la coopération policière, a été relancé par le Conseil européen de Tampere de 1999, qui s'est mis d'accord sur la création d'Eurojust afin de répondre à la création antérieure d'Europol. Par ailleurs, Tampere a entériné le principe de reconnaissance réciproque des décisions judiciaires, favorisant donc une convergence progressive des législations nationales plutôt qu'une harmonisation par le haut. Les décisions concernant la politique d'immigration, ainsi que tout ce qui concerne les visas ou le droit d'asile, relèvent depuis 1997 du premier pilier de l'UE, et sont donc adoptée selon la méthode communautaire — dite, depuis le traité de Lisbonne (2007), « méthode législative ordinaire », soit vote à la majorité qualifiée, et non à l'unanimité, au Conseil de l'Union européenne, avec procédure de codécision avec le Parlement européen.
Le reste de ce qui était pris en charge sous le terme de « Justice et Affaires intérieures » continuait à être pris selon la méthode intergouvernementale sous le nom « Coopération policière et judiciaire en matière pénale ». Cette nouvelle forme du troisième pilier n’était pas communautaire mais reposait purement sur un fonctionnement international (intergouvernemental). Les premières évolutions intervinrent en 2005 après deux décisions de la Cour de justice des Communautés européennes : l'arrêt Procédure pénale contre Maria Pupino qui étendit l'obligation de mise en œuvre au troisième pilier sur la base de l'article premier du traité sur l'Union européenne et de la référence à « une union sans cesse plus étroite » ; puis l’affaire C-176/03 lors de laquelle la Cour juge que, lorsque cela est nécessaire, l'Union a la compétence d'intervenir en matière pénale. Cette dernière privilégie le Conseil de l'Union européenne et les États membres au détriment du Parlement européen et de la Commission européenne. De fait, la structure intergouvernementale privilégie, au sein de l'UE, le groupe des Six (France, Allemagne, Royaume-Uni, Italie, Espagne, Pologne). Cette évolution est notamment visible dans la décision-cadre 2008/947 dont le premier paragraphe du préambule dispose que « [les] États membres [doivent avoir] une compréhension des notions de liberté, de sécurité et de justice qui soit identique dans ses éléments essentiels et qui repose sur les principes de liberté, de démocratie, de respect des droits de l’homme et des libertés fondamentales, ainsi que de l’État de droit ».
La coopération policière recouvre en particulier :
- l'assistance aux fins de prévention et de recherche de faits punissables (article 39 de la Convention de Schengen) ;
- le droit d'observation transfrontalière permettant la poursuite d'une surveillance ou d'une filature dans un autre pays Schengen (article 40) ;
- le droit de poursuite transfrontalière qui évite qu'un individu auteur d'une infraction flagrante ne doive son immunité au fait de passer une frontière qui n'est désormais plus contrôlée (article 41) ;
- enfin la communication d'informations importantes pour la répression ou la prévention d'infractions ou de menaces pour l'ordre et la sécurité publique (article 46).

#### Fonctionnement
Le troisième pilier de l'Union Européenne est caractérisé par un mode de fonctionnement intergouvernemental spécifique. Les États membres y ont conservé un rôle prépondérant, tandis que les principales institutions européennes (le Parlement ou la Commission) n'ont que des compétences limitées par rapport au cadre communautaire (le « premier pilier »).
Les décisions en matière de coopération policière et judiciaire ne peuvent être prises qu'à l'unanimité des États membres représentés au Conseil de l'Union européenne. Chaque État membre garde ainsi la possibilité de mettre son veto à toute proposition, bloquant ainsi son adoption. Le Parlement européen est quant à lui largement écarté du processus de décision, n'ayant la plupart du temps qu'un droit de consultation. La Commission européenne se voit enfin contrainte de partager dans le troisième pilier le droit d'initiative avec les États membres : tant la Commission que ces États peuvent proposer des textes législatifs.
La nature de ces textes législatifs est également spécifique. Tandis que règlements, directives et décisions caractérisent le premier pilier, seules des conventions, décisions et décision-cadres peuvent être adoptées dans le pilier JAI (Justice et Affaires intérieures).
Contrairement au premier pilier, ces instruments ne peuvent avoir d'« effet direct », ce qui signifie qu'ils ne peuvent être directement contestés par des particuliers devant des juridictions. La juridiction de la Cour de justice de l'union européenne (CJUE) est ainsi fortement restreinte. Le recours aux questions préjudicielles, permettant aux juridictions nationales de demander l'interprétation de la CJUE sur certaines mesures, est également limité dans de nombreux États membres. Enfin, la Commission n'a pas la possibilité d'intenter des recours en manquement à l'encontre d'États membres qui n'auraient pas appliqué, ou transposé de manière satisfaisante, les instruments adoptés au niveau de l'UE dans le troisième pilier.
Il existe en outre une liaison intime, dans ce domaine de la coopération européenne, entre les universitaires et les exécutants. De nombreux participants des réseaux politiques possèdent les deux expériences, universitaires (en particulier dans le domaine de la criminologie) et opérationnelles. Ces politiques ont une forte dimension intergouvernementale.
La coopération policière et judiciaire est financée par des programmes-cadres. Le programme-cadre AGIS, en 2003-2007, avait un budget d'une valeur de 16 260 000 euros pour l'année 2006.

### Espace de liberté, de sécurité et de justice depuis le traité de Lisbonne
Depuis le traité de Lisbonne et la disparition de la structure en piliers, les principes développés en droit du marché intérieur sont devenus applicable à tous les champs de compétence de l’Union, dont l'ancien troisième pilier.

### Chronologie
- 1957 : Le traité de Rome prévoit une coopération européenne en matière de police et de justice.
- 1959 : Le Conseil de l'Europe adopte une Convention européenne d’entraide judiciaire en matière pénale[50].
- 1967 : Convention de Naples qui crée le Groupe d'assistance mutuelle (GAM) qui rassemble les douanes des 12 États de la CEE.
- 1968 : Création du Club de Berne, « structure informelle » qui rassemble « les chefs des services de sécurité intérieure de 20 pays membres de l’Union européenne, plus la Suisse et la Norvège. »[51] Il a créé un Groupe anti-terroriste (GAT) après le 11 septembre 2001[51].
- 1970 : Création du Cross Channel Intelligence Community (en), composé en 1996 de la France, la Belgique, la Grande-Bretagne et les Pays-Bas[52]. Intérêts divers.
- 1971 : Création du groupe Pompidou, structure informelle. En 1980, ses activités sont intégrées au « Groupe de coopération en matière de lutte contre l'abus et le trafic illicite des stupéfiants » du Conseil de l'Europe, bénéficiant d'un secrétariat permanent[52]. Outre les membres de la Communauté européenne, il comptait en 1996 la Norvège, la Suisse, la Turquie, Malte, Chypre, la Hongrie, la Pologne, Saint-Marin, la Tchéquie, la Slovaquie, la Bulgarie et la Slovénie[52].
- 1976 : Formation de TREVI, groupe informel, intergouvernemental, de ministres de l'Intérieur et de la Justice, afin d'élaborer des politiques anti-terroristes et d'échanger des informations au niveau européen[53].
- 1977 : Convention européenne pour la répression du terrorisme (CERP)[54].
- 1978 : Accord signé à Dublin sur l'automaticité des procédures d'extradition[54]. La même année, le président Valéry Giscard d'Estaing lance un projet d'« espace judiciaire européen », signifiant par là davantage de coopération policière[54].
- 1979 : Formation du groupe PWGOT (Police Working Group on Terrorism)[53],[55]. La même année, la France supprime le statut de réfugié politique aux membres de l'ETA basque.
- 1986 : Acte unique.
- 1990 : La convention de Dublin entame une politique commune concernant le droit d'asile.
- 1992 : Le traité de Maastricht instaurant l'Union européenne institue les premiers organes de coopération européenne au niveau sécuritaire. Il légalise l'existence de TREVI, en le transformant en K4 Coordinating Comittee, qui répond directement au Conseil des ministres[56]. Création d'Europol sous le nom de European Drugs Unit (EDU)[57].
- 1993 : Création de l'Observatoire européen des drogues et des toxicomanies (OEDT).
- 1995 : Création officielle d'Europol[58] et « Résolution relative à l’interception légale des télécommunications »[59], qui n'est publiée que le 4 novembre 1996[59], qui doit mettre en œuvre un espace ENFOPOL[50], considéré par certains comme la réponse de l'UE au système anglo-saxon ECHELON[60]. Selon Statewatch (en), ENFOPOL a été créé avec le FBI et résulte d'un accord avec les États-Unis[60].
- 1996 : Appel de Genève effectué par plusieurs magistrats européens travaillant dans des enquêtes sur la corruption, visant à créer un espace judiciaire européen.
- 1997 : Le traité d'Amsterdam fixe des objectifs : l'UE doit « maintenir et développer l'Union en tant qu'espace de liberté, de sécurité et de justice ». Elle doit devenir un espace « au sein duquel est assurée la libre circulation des personnes, en liaison avec des mesures appropriées en matière de contrôle des frontières extérieures, d'asile, d'immigration ainsi que de prévention de la criminalité et de lutte contre ce phénomène ».
- 1997 : Signature de la Convention de Naples II, concernant la coopération des douanes.
- 1999 : Le Conseil européen de Tampere décide d'un premier programme de travail. Création des JIT (Joint Investigation Teams)[58].
- 2000 : Création de CEPOL (Collège européen de police[61]), qui est transformée en agence de l'Union européenne en 2006[58]. Appel de Strasbourg « pour une libre circulation de la justice et du droit en Europe » d'octobre 2000, signé par le Syndicat de la magistrature, le Medel, et soutenu par l'Institut des droits de l'homme des avocats européens[62]. Ce dernier prône une intégration « verticale » et non pas seulement « horizontale » (c'est-à-dire uniquement intergouvernementale)[62].
- 2002 : Institution du mandat d'arrêt européen et création d'Eurojust, chargé de favoriser la coopération judiciaire européenne.
- 2003 : Mise en place de la base de données Eurodac pour coordonner les politiques de droit d'asile.
- 2004 :
  - Le Conseil européen fixe un nouveau programme (programme de la Haye, qui s'échelonne jusqu'en 2010). Décision de transformer le Système d'informations Schengen (SIS) en SIS II (qui intègrera des données biométriques) et de mettre en place le Système d'informations visas (SIV)[58].
  - Avril : Proposition de directive sur la conservation des données. Celle-ci a finalement été implémentée dans le cadre du Premier pilier.
- 2005 :
  - Programme de La Haye et traité de Prüm qui prévoit l’échange de données génétiques, d’empreintes digitales et de données à caractère personnel, la constitution de patrouilles policières communes ainsi que d'autres formes d'intervention (gardes armés à bord des aéronefs, assistance lors d'événements de grande envergure, autorisation pour les forces de l'ordre de traverser les frontières en cas de danger imminent, etc.), est établi en dehors du cadre des traités de l'Union européenne et adopté par sept États membres de l'Union européenne[58].
- 2007 :
  - Traité de Prüm partiellement intégré aux acquis de l'UE par le règlement européen en juin 2007[63] ;La mesure concernant les gardes armés à bord des aéronefs (sky marshals [64]) n'a pas été transcrit dans le règlement européen.
  - Traité de Lisbonne et négociation d'un nouvel accord EU/États-Unis (en juillet) concernant les données Passenger Name Record (PNR).
- 2008 :
  - Négociation secrète de l'accord commercial anti-contrefaçon (ACAC) avec les pays de l'UKUSA (États-Unis, Canada, Nouvelle-Zélande, Australie…), la Suisse, le Japon, la Corée du Sud et le Mexique. Vise à prendre des mesures de sécurité concernant la propriété intellectuelle numérique, y compris au niveau des douanes.
  - Décision-cadre 2008/978/JAI du Conseil du 18 décembre 2008 relative au mandat européen d'obtention de preuves[65] visant à recueillir des objets, des documents et des données en vue de leur utilisation dans le cadre de procédures pénales.
  - En avril 2009, 7 États membres ont déposé un projet de directive sur un mandat d'enquête européen (European Investigation Order). Le Royaume-Uni a décidé en juillet 2010 de ne pas faire usage de la clause d'opt out. La coopération en cette matière doit passer par des traités d'assistance judiciaire mutuelle (mutual legal assistance)[66]. Le projet est très controversé : le juriste et ancien député britannique Jerry Hayes (en) souligne ainsi que la coopération de police judiciaire ne serait pas ici supervisée par un juge. Selon lui, un policier, éventuellement corrompu, d'un pays pourrait ainsi demander à ses collègues européens les échantillons ADN d'un « suspect » sans autorisation préalable d'un magistrat[67].
- 2009 :
  - Négociation du programme-cadre de Stockholm, qui doit être adopté par le Conseil de l'Europe en décembre 2009[68],[69],[70].
  - 15-17 juillet 2009 : Conseil JAI à Stockholm, avec comme hôtes la ministre de la Justice suédoise Beatrice Ask et le Ministre des migrations et de la politique d'asile suédois Tobias Billström. La Suède, qui préside le Conseil de l'UE, propose principalement d'harmoniser les procédures réglant le droit d'asile et l'immigration de main-d'œuvre[71].

### Chronologie de l’Union européenne
| Signature Entrée en vigueur Nom du traité | 1948 Traité de Bruxelles                                      | 1951 1952 Traité CECA                             | 1954 1955 Accords de Paris                            | 1957 1958 Traité de Rome (TCEE) Traité Euratom        | 1965 1967 Traité de fusion                            | 1975 1976 institution officieuse    | 1986 1987 Acte unique européen | 1992 1993 Traité de Maastricht (TUE et TCE) | 1992 1993 Traité de Maastricht (TUE et TCE) | 1997 1999 Traité d'Amsterdam (TUE et TCE) | 2001 2003 Traité de Nice (TUE et TCE) | 2007 2009 Traité de Lisbonne (TUE et TFUE) | 2007 2009 Traité de Lisbonne (TUE et TFUE) |  |  |  |  |  |  |  |  |
|                                           |                                                               |                                                   |                                                       |                                                       |                                                       |                                     |                                |                                             |                                             |                                           |                                       |                                            |                                            |  |  |  |  |  |  |  |  |
| Les trois piliers de l'Union européenne   |                                                               |                                                   |                                                       |                                                       |                                                       |                                     |                                |                                             |                                             |                                           |                                       |                                            |                                            |  |  |  |  |  |  |  |  |
| Communautés européennes                   |                                                               |                                                   |                                                       |                                                       |                                                       |                                     |                                |                                             |                                             |                                           |                                       |                                            |                                            |  |  |  |  |  |  |  |  |
|                                           | Communauté européenne de l'énergie atomique (Euratom)         |                                                   |                                                       |                                                       |                                                       |                                     |                                |                                             |                                             |                                           |                                       |                                            |                                            |  |  |  |  |  |  |  |  |
|                                           |                                                               |                                                   | Communauté européenne du charbon et de l'acier (CECA) | Communauté européenne du charbon et de l'acier (CECA) | Communauté européenne du charbon et de l'acier (CECA) | Dissoute en 2002                    | Dissoute en 2002               | Dissoute en 2002                            |                                             | Union européenne (UE)                     | Union européenne (UE)                 |                                            |                                            |  |  |  |  |  |  |  |  |
|                                           |                                                               |                                                   | Communauté économique européenne (CEE)                | Communauté économique européenne (CEE)                | Communauté économique européenne (CEE)                |                                     |                                | Communauté européenne (CE)                  | Communauté européenne (CE)                  | Union européenne (UE)                     | Union européenne (UE)                 |                                            |                                            |  |  |  |  |  |  |  |  |
|                                           |                                                               | TREVI                                             | TREVI                                                 | Justice et affaires intérieures (JAI)                 |                                                       |                                     |                                | Communauté européenne (CE)                  | Communauté européenne (CE)                  | Union européenne (UE)                     | Union européenne (UE)                 |                                            |                                            |  |  |  |  |  |  |  |  |
|                                           | Coopération policière et judiciaire en matière pénale (CPJMP) | TREVI                                             | TREVI                                                 | Justice et affaires intérieures (JAI)                 |                                                       |                                     |                                |                                             |                                             | Union européenne (UE)                     | Union européenne (UE)                 |                                            |                                            |  |  |  |  |  |  |  |  |
|                                           | Coopération politique européenne (CPE)                        | Politique étrangère et de sécurité commune (PESC) | Politique étrangère et de sécurité commune (PESC)     | Politique étrangère et de sécurité commune (PESC)     | Politique étrangère et de sécurité commune (PESC)     |                                     |                                |                                             |                                             | Union européenne (UE)                     | Union européenne (UE)                 |                                            |                                            |  |  |  |  |  |  |  |  |
| Union occidentale (UO)                    | Union occidentale (UO)                                        | Union de l'Europe occidentale (UEO)               | Union de l'Europe occidentale (UEO)                   | Union de l'Europe occidentale (UEO)                   | Union de l'Europe occidentale (UEO)                   | Union de l'Europe occidentale (UEO) |                                |                                             |                                             |                                           | Union européenne (UE)                 |                                            |                                            |  |  |  |  |  |  |  |  |
| Union occidentale (UO)                    | Union occidentale (UO)                                        | Union de l'Europe occidentale (UEO)               | Union de l'Europe occidentale (UEO)                   | Union de l'Europe occidentale (UEO)                   | Union de l'Europe occidentale (UEO)                   | Union de l'Europe occidentale (UEO) | Dissoute en 2011               |                                             |                                             |                                           |                                       |                                            |                                            |  |  |  |  |  |  |  |  |
|                                           |                                                               |                                                   |                                                       |                                                       |                                                       |                                     |                                |                                             |                                             |                                           |                                       |                                            |                                            |  |  |  |  |  |  |  |  |

## Sources